# アウグスト (ダーラナ公)
ダーラナ公爵アウグスト王子（スウェーデン語: Prins August, 全名:Carl Nicolaus August, 1831年8月24日 – 1873年3月4日）は、スウェーデンの王族。

## 人物
オスカル1世とその王妃ユセフィナ･アヴ・レウクテンベリの四男として生まれる。
1864年4月16日に、ザクセン＝アルテンブルク公子エドゥアルトの娘テレーゼと結婚したが、夫妻の間に子供はいなかった。
アウグストは非常な鉄道ファンとして知られており、国内には彼の名前に因んだ機関車も存在する。
| スタブアイコン | サブスタブ | この項目は、まだ閲覧者の調べものの参照としては役立たない、人物に関連した書きかけの項目です。この項目を加筆・訂正などしてくださる協力者を求めています（P:人物伝/PJ:人物伝）。 |